# Kárpátia
Kárpátia – węgierski zespół muzyczny grający folk rock, założony w 2003 roku. 
Teksty zespołu koncentrują się na historii Węgier, szczególnie tej najnowszej. W wielu utworach występuje sentyment do ziem etnicznie węgierskich oderwanych na mocy Traktatu w Trianon oraz nostalgia za utraconą świetnością Królestwa Węgierskiego, a także nawiązanie do czasów irredenty prowadzonej przez Miklósa Horthyego w okresie II wojny światowej. 

## Skład
- Attila Bankó: perkusja
- Zoltán Bäch: wokal, gitara
- Zsolt Szíjártó: wokal, gitara
- Gábor Galántai: instrumenty klawiszowe
- János Petrás: gitara basowa, śpiew

## Dyskografia
- Hol vagytok, székelyek? (2003)
- Így volt! Így lesz! (2003)
- Tűzzel, vassal (2004)
- Hősi énekek (2005)
- Piros, fehér, zöld (2006)
- Istenért, hazáért (2007)
- Idők szava (2008)
- Regnum Marianum (2009)
- Szebb Jövőt! (2009)
- Utolsó percig (2010)
- Bujdosók (2011)
- Justice for Hungary (2011)
- Rendületlenül (2012)
- A Száműzött (2013)
- Bátraké a Szerencse (2014)
- Tartsuk szárazon a puskaport (2015)
- Territórium, 2016
- Europica – Part One, 2017
- Isten kegyelméből, 2018
- Egyenes gerinccel, 2019
- Bujdosók ll (válogatásalbum), 2019
- 1920, 2020
- Csatazaj, 2021
- Koncert, 2022
- Napkelettől napnyugatig, 2023